# Dornier Do 14
Die Dornier Do 14 war ein experimentelles Flugboot der Dornier-Werke.

## Entwicklung
Entwickelt wurde das Flugzeug nach einer am 17. April 1930 ausgesprochenen Aufforderung des Direktors der Luft Hansa, Erhard Milch, an einer Ausschreibung für ein transozeanisches Postflugboots teilzunehmen, mit dem eine regelmäßige Route über den Südatlantik zu befliegen möglich sein sollte. Am 20. März 1931 gab Dornier sein Angebot, einen höchst ungewöhnlichen Entwurf, ab.
Der Aufbau ähnelte dem der Do 12. Als Besonderheit wurden zwei BMW VI mit je 690 PS in Tandemanordnung in das Rumpfboot eingebaut. Die beiden Motoren wirkten über ein zwischen ihnen liegendes Getriebe und eine Fernwelle auf eine hölzerne Vierblatt-Luftschraube mit 5,0 m Durchmesser, die sich auf einem Strebenbock auf dem Tragflächenmittelstück befand. Mit dem Getriebe konnten optimierte Motordrehzahlen für Start und Flug erreicht werden, da noch keine Verstellpropeller verfügbar waren. Zusätzlich konnte durch separate Kupplungen auch mit nur einem Motor geflogen werden. Als weitere Neuerung wurde der Treibstoff neben zwei in den Tragflächen befindlichen Behältern in den „Dornier-Stummeln“ gelagert, womit eine bessere Schwerpunktlage auf dem Wasser sowie eine höhere Brandsicherheit erzielt wurde.
Dorniers Entwurf wurde am 24. April 1931 von der Luft Hansa bestätigt, anfangs allerdings nur für den Bau einer Attrappe, wofür 108.075 ℛℳ bewilligt wurden. Der eigentliche Auftrag über 760.000 ℛℳ für die „Entwicklung und Lieferung eines Transozeanflugzeuges, Werk-Nr. 234“ wurde am 27. Oktober 1931 erteilt. Die Attrappe war bis zum Beginn des folgenden Jahres fertiggestellt und wurde am 15. Februar 1932 besichtigt. Der Bau des Prototyps begann offiziell am 15. Oktober 1932, die Rohbauabnahme fand am 13. Oktober 1933 statt. Die Endabnahme konnte aber erst am 4. August 1936 durchgeführt werden. Grund waren durch den komplizierten Aufbau der Antriebsanlage ausgelöste langwierige Testläufe sowie Probleme mit der an der Tragflächenunterseite und am Bootsrumpf angebrachten Oberflächenkühlung. Einen Tag später erfolgte der Erstflug. Die anschließende Erprobung wurde durch weitere Antriebsprobleme beeinträchtigt, die erst mit dem Einbau eines zweistufigen Wechselgetriebes zwischen der Fernantriebswelle und den Motoren behoben werden konnten. Die Tests mit der als D–AGON zugelassenen Do 14 wurden bis zum Juni 1937 fortgesetzt. Da die Antriebsanordnung aber mittlerweile mit der Einführung von Verstellpropellern hinfällig geworden war, wurden die Motoren anschließend ausgebaut und das Flugboot im Dornier-Zweigwerk Altenrhein eingelagert. Im April 1939 wurde der Beschluss zur Verschrottung gefasst.
Es wurde nur ein Versuchsexemplar gebaut.

## Technische Daten
| Kenngröße             | Daten                                                                                    |
| --------------------- | ---------------------------------------------------------------------------------------- |
| Besatzung             | 4                                                                                        |
| Spannweite            | 25,0 m                                                                                   |
| Länge                 | 18,0 m                                                                                   |
| Höhe                  | 7,35 m                                                                                   |
| Flügelfläche          | 89,0 m²                                                                                  |
| Flügelstreckung       | 7,0                                                                                      |
| Rüstmasse             | 6.120 kg                                                                                 |
| Zuladung              | 5.280 kg                                                                                 |
| max. Startmasse       | 11.400 kg (errechnet)                                                                    |
| Antrieb               | zwei wassergekühlte Zwölfzylinder-Viertakt-V-Motoren BMW VI U 6,0 mit je 690 PS (507 kW) |
| Höchstgeschwindigkeit | 227 km/h in Bodennähe                                                                    |
| Reichweite            | 5.100 km (errechnet)                                                                     |